# Kvant-2
Module de la Station Mir
Kvant-2 (russe : Квант-2; anglais : Quantum-II/2) (77KSD, TsM-D, 11F77D) était le troisième module et deuxième plus importante de la station spatiale Mir. Son but principal était d'offrir des nouvelles expériences scientifiques, des meilleurs systèmes de support de vie, et un sas de Mir. Il a été lancé le 26 novembre 1989 par une fusée Proton. Il s'est amarré à Mir le 6 décembre. Son système de contrôle a été conçu par le NPO « Electropribor » (Kharkiv, Ukraine). Il est resté en orbite 4 134 j et 16 h.

## Description

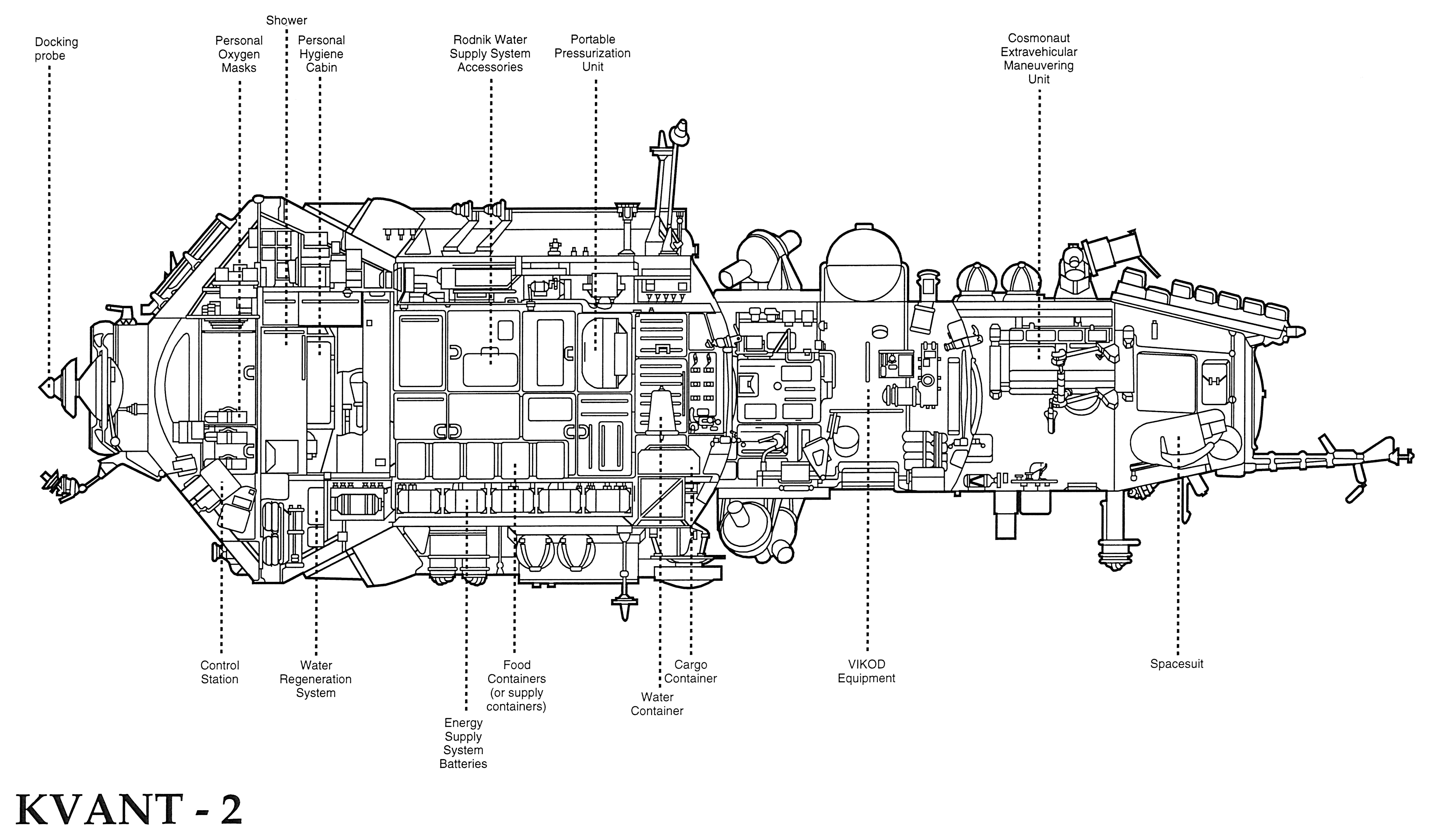
Configuration du module Kvant-2.

Kvant-2 fut le premier module de Mir conçu à partir des véhicules spatiaux TKS : le vaisseau 77K (TKS), FGB (Functional Cargo Block : Soute à cargaison fonctionnelle). Kvant-2 était divisé en trois compartiments : le sas pour les EVA, le compartiment instrument/cargo, et le compartiment instrument/expérience. Le compartiment instrument/cargo pouvait être scellé hermétiquement et pouvait agir comme une extension pour le sas. Avant que Kvant-2 ne soit amarré à la station, les EVA nécessitaient la dépressurisation du nœud d'amarrage sur le module central de Mir. Kvant-2 a également apporté la version soviétique du Manned Maneuvering Unit de la combinaison spatiale Orlan. Il a livré l'ordinateur Saliout 5B qui était une amélioration par rapport à l'ordinateur Argon 16B déjà sur la station. Kvant-2 avait un système de régénération de l'eau d'urine et une douche pour l'hygiène personnelle. Il portait six gyrodines pour augmenter ceux déjà situés dans Kvant-1. Contrairement à Kvant-1, les gyrodines de Kvant-2 n'étaient accessibles que de l'extérieur.
Le matériel scientifique sur Kvant-2 comprenait une caméra haute-résolution, des spectromètres, des capteurs à rayons X, l'expérience Volna 2 sur l'écoulement de fluide, et l'unité Inkubator-2 qui a été utilisée pour couver et élever des cailles du Japon.

## Liste des expériences et des équipements
- Plateforme ASPG-M (construite par la Tchécoslovaquie), montée à l'extérieur du module, pouvant être contrôlée depuis la Terre sans déranger les cosmonautes. Elle ressemblait à celles montées sur deux sondes Vega (1985-1986). Elle servit de support aux équipements :

1. Spectromètre à rayon X ARIZ
2. Spectromètre infrarouge ITS-7D
3. Spectromètre optique MKS-M2

- Détecteurs de poussières cosmiques
- Gamma 2 spectrometer package
- Ikar EVA unit
- Incubateur œuf d'oiseau Inkubator 2
- Caméra topographique KAP-350
- MKF-6MA Earth resources film camera - 6 spectral bands. Provided by East Germany.
- Spectromètre Phaza AFM-2
- Spectromètre Spektr-256
- Spectromètre Sprut 5 sur les particules (installé en 1991)
- 3 caméras de télévision
- Expérience Volna 2 (250 kg)

## Galerie

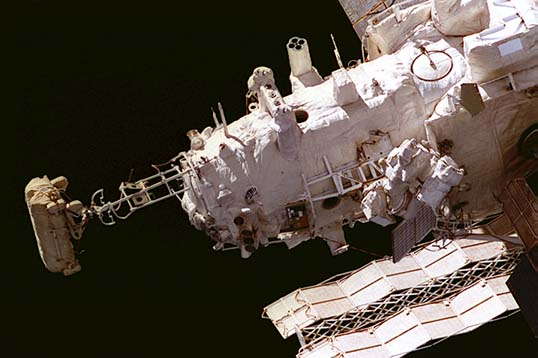
Compartiment sas de Kvant-2. Notez l'unité SPK amarré sur la gauche.
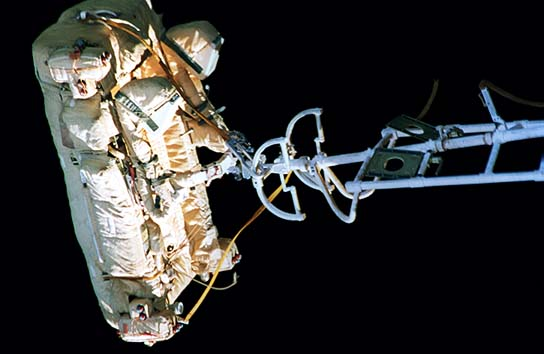
Unité SPK en dehors du sas. Le SPK est analogue au Manned Maneuvering Unit américain. Après avoir été testé en 1990, il avait été placé dans Kvant-2 jusqu'en 1996. Il a ensuite été déménagé à l'extérieur du sas pour gagner de la place dans Kvant-2.
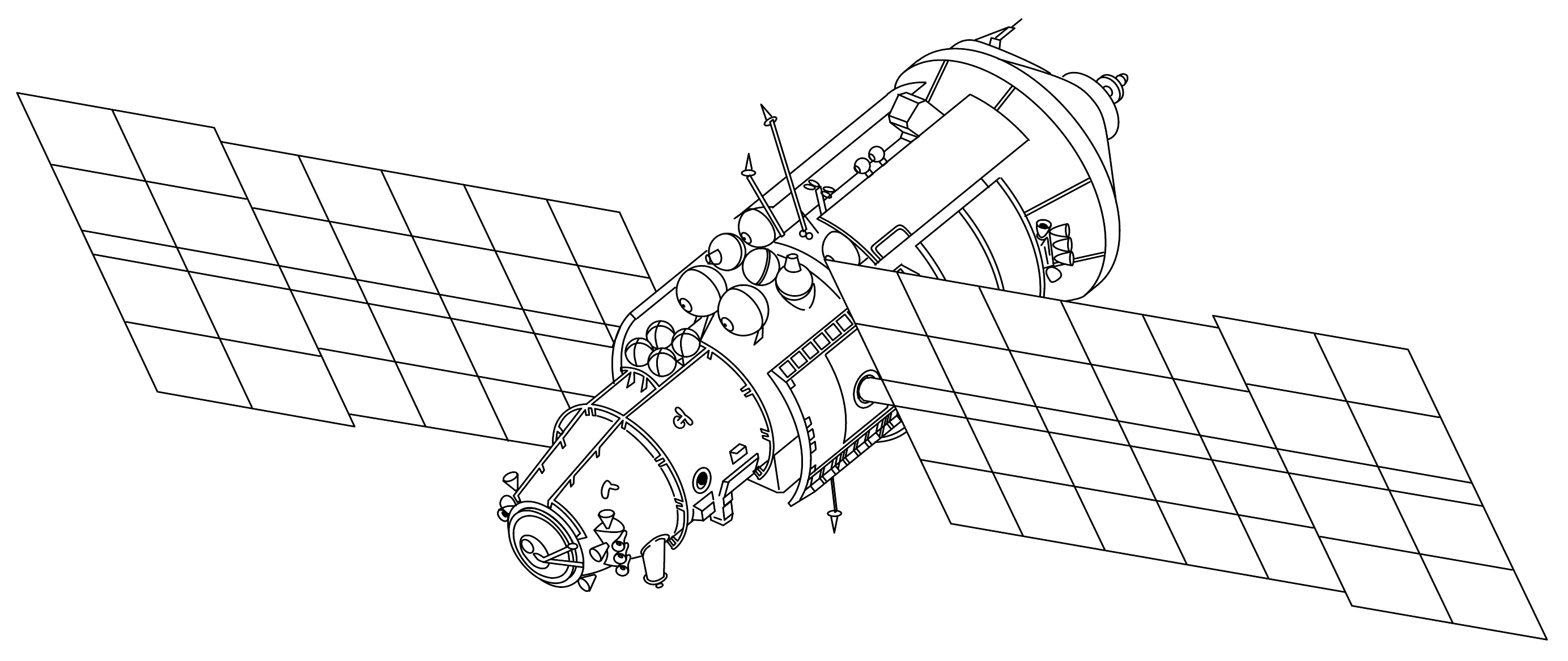
Vue isolée du module FGB Kvant-2.